# Lumaca

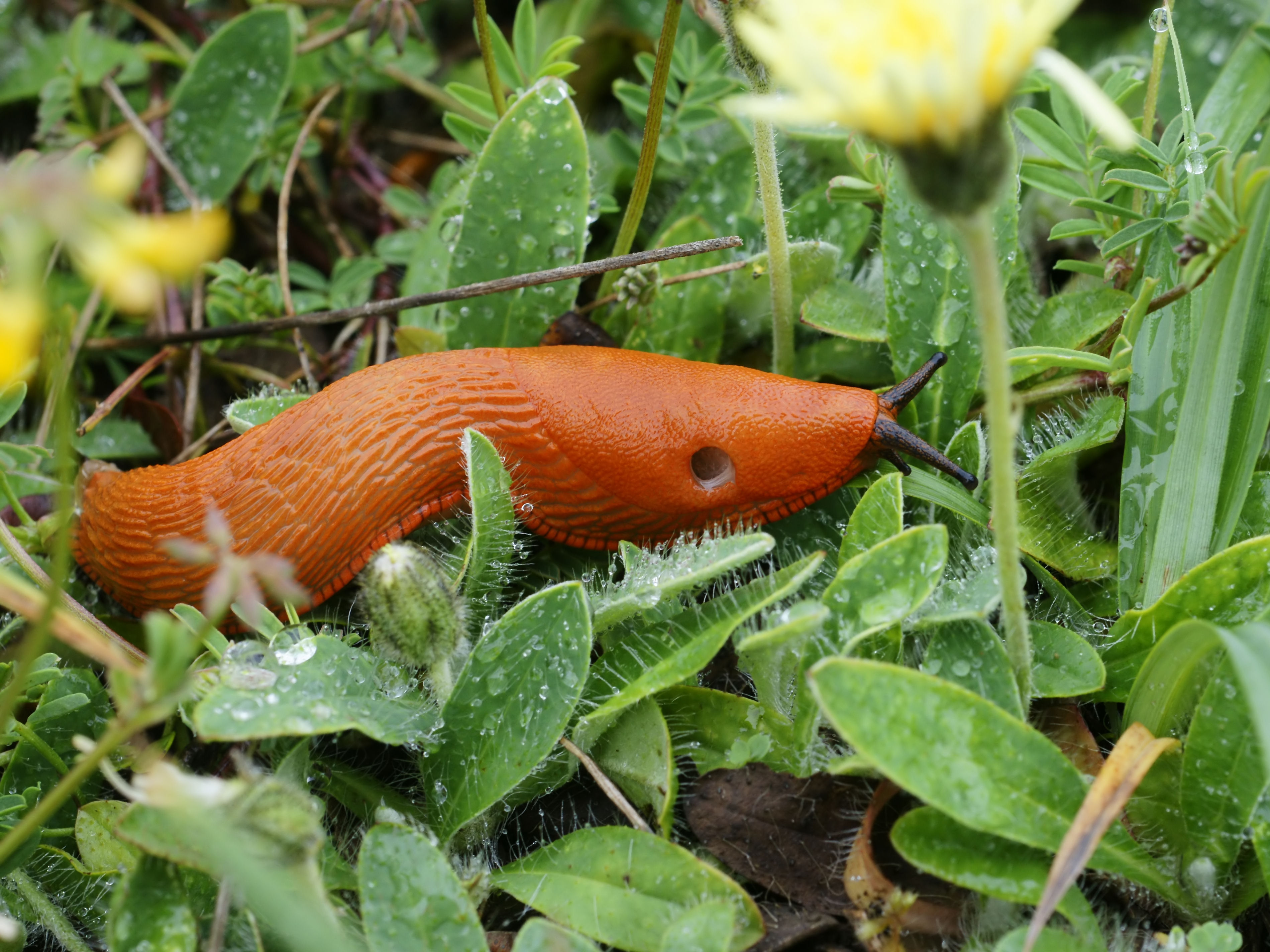
Esemplare di Arion rufus, la cosiddetta "lumaca rossa".

Lumaca (AFI: /luˈmaka/, dal latino limaca, derivato di limax -acis «lumaca, chiocciola») è un termine comune in lingua italiana con cui si indicano tutti i gasteropodi terrestri polmonati (per estensione, seppur più raramente, anche quelli marini) sprovvisti di conchiglia complessa e apprezzabile a occhio nudo (il "guscio" nel linguaggio comune), bensì rudimentale e nascosta nella massa del mantello.
Spesso vengono chiamate in questo modo anche le chiocciole, gasteropodi dotati invece di conchiglia visibile e ben strutturata. Seppur tale accezione sia scorretta da un punto di vista tassonomico, nel linguaggio comune lumaca e chiocciola hanno in genere valenza di sinonimi, soprattutto nelle frasi nelle quali i termini sono utilizzati non col senso di sostantivo per indicare l'animale ma, ad esempio, in senso figurato per sottolineare la caratteristica della lentezza attribuita al soggetto di una frase.
Laddove, sempre nel linguaggio comune, sia necessario fare una distinzione tra chiocciole con guscio propriamente dette e lumache senza guscio, vengono anche utilizzati i termini lumacone o limaccia, che si riferiscono senza ambiguità ai gasteropodi privi di guscio (infraordine Limacoidei).